# Corera
Corera é um município da Espanha 
na província e comunidade autónoma de La Rioja, de área 8,20 km² com população de 292 habitantes (2007) e densidade populacional de 31,59 hab/km².

## Demografia
| Variação demográfica do município entre 1991 e 2004 | Variação demográfica do município entre 1991 e 2004 | Variação demográfica do município entre 1991 e 2004 | Variação demográfica do município entre 1991 e 2004 |
| --------------------------------------------------- | --------------------------------------------------- | --------------------------------------------------- | --------------------------------------------------- |
| 1991                                                | 1996                                                | 2001                                                | 2004                                                |
| 263                                                 | 257                                                 | 252                                                 | 266                                                 |